# ای‌دی‌تی
ای‌دی‌تی (انگلیسی: ADT Inc.) شرکت امنیت آمریکایی است، که در سال ۱۸۷۴ تأسیس شد.